# Geometric and Functional Analysis
Geometric and Functional Analysis of GAFA is een vooraanstaand, aan collegiale toetsing onderworpen wetenschappelijk tijdschrift op het gebied van de geometrie en de functionaalanalyse. De naam wordt in literatuurverwijzingen meestal afgekort tot Geomet. Funct. Anal. Het wordt uitgegeven door Birkhäuser, een onderdeel van Springer Science+Business Media, en verschijnt 6 keer per jaar. Het tijdschrift is opgericht in 1991 door Michail Gromov en Vitali Milman. Het telt verschillende bekende wiskundigen onder zijn redacteuren, waaronder ook Simon Donaldson en Peter Sarnak.